# Space Battleship Yamato (serial)
Space Battleship Yamato (Uchu Senkan Yamato în original) este un serial de animație SF japonez care are în centru nava eponimă.

## Creare și dezvoltare
Primul sezon a fost difuzat în Japonia pe 6 octombrie 1974. Povestea are loc în anul 2199, când o rasă extraterestră numită Gamilas (Gamilon în versiunea engleză) dezlănțuie meteoriți radioactivi asupra Pământului, făcându-l nelocuibil. Omenirea s-a retras în orașe subterane construite la mari adâncimi, dar radiațiile încep să afecteze încet și aceste adăposturi. S-a estimat că umanitatea urma să piară în doar un an. O capsulă cu un mesaj se pare că s-a prăbușit pe planeta Marte și este recuperată de Flota Spațială Terrană. Acea capsula conține schițele unui motor mai-rapid-decât-lumina, fiind o mână întinsă de regina Starsha a planetei Iscandar. Ea spune că pe planeta ei are un dispozitiv Cosmo-Cleaner D care poate curăța Pământul de efectele radiațiilor.
Locuitorii planetei construiesc în secret o navă spațială masivă în ruinele crucișătorului japonez Yamato. Folosind schițele, nava este echipată cu o unitate warp denumită wave motion engine și cu o armă extrem de puternică denumită Wave Motion Gun. Un echipaj de 114 persoane pornește spre Iscandar pentru a lua dispozitivul ce elimina radiațiile și a se întoarce pe Terra în limita unui an. În timpul călătoriei, ei află motivele pentru care au fost atacați de Gamiloni: conducătorul lor, Lord Desslar încearcă să iradieze Pământul destul pentru ca poporul său să se mute acolo, pentru că propria lor planetă este pe moarte.
Primul sezon a conținut 26 de episoade urmând călătoria navei Yamato prin Calea Lactee și înapoi. Un arc de povestire a fost legat de sănătatea șubredă a Căpitanului Okita și transformarea tânărului Susumu Kodai într-un ofițer matur, în același timp având loc și o apropiere a lui față de colega sa, Yuki Mori.
Sezonul a fost condensat într-un film de 130 de minute conținând scenele esențiale din anumite episoade. Filmul a fost lansat în Japonia pe 6 august 1977, a fost editat și subtitrat în engleză în 1978. A fost o lansare limitată în Europa și America Latină, deși mai târziu a fost lansat pe caseta video în mai multe țări.

## Lista de filme
1. Space Battleship Yamato
2. Farewell to Space Battleship Yamato
3. Yamato:the new voyage
4. Be forever Yamato
5. Final Yamato
6. Resurrection
7. Space Battleship Yamato (2010)